# Konstantin Balmont

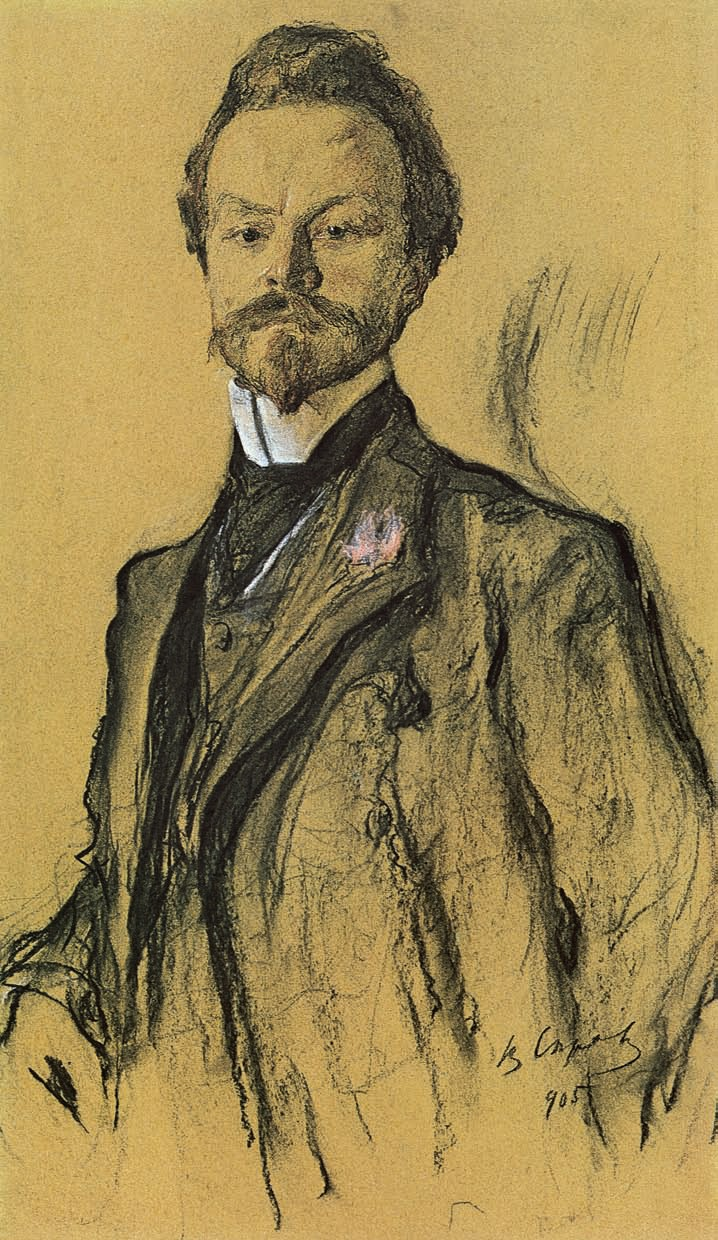
Valentin Serov: Portret van Konstantin Balmont (1905). Pastel op papier in de Tretjakovgalerij.

Konstantin Dmitrijevitsj Balmont (Russisch: Константи́н Дми́триевич Ба́льмонт) (Goemnisjtsji bij Vladimir, 3 juni 1867 – Noisy-le-Grand, 23 december, 1942) was een Russische symbolistische dichter en vertaler, een van de belangrijkste figuren van het Zilveren tijdperk van de Russische poëzie, waar ook Aleksandr Blok en Nikolaj Goemiljov toe behoorden.

## Leven
Balmont werd geboren in een adellijke familie bij de stad Vladimir, ten noordoosten van Moskou. In 1886 ging hij naar de universiteit in Moskou, maar een jaar later werd hij al weggestuurd. Zijn eerste dichtbundel verscheen in 1890, en in 1895 sloot hij zich aan bij het symbolisme. Eind 1905 verliet hij, als redelijk bekende dichter, Rusland in het geheim en vestigde zich in Parijs. Hij maakte lange reizen, en kwam pas in 1916 terug naar Moskou. Balmont omarmde de februarirevolutie van 1917, maar was een tegenstander van de oktoberrevolutie van datzelfde jaar. Hij emigreerde naar Duitsland, en in 1920 naar Frankrijk. De laatste twintig jaar van zijn leven bracht hij in armoede door. Hij overleed op 75-jarige leeftijd in Noisy-le-Grand, een voorstad van Parijs.

## Culturele connecties
Veel Russische componisten schreven muziek bij Balmonts poëzie: Michail Gnessin, Nikolaj Mjaskovski, Sergej Prokofjev, Sergej Rachmaninov, Maximilian Steinberg, Igor Stravinsky, Sergej Tanejev en Sergej Vassilenko.
Een van Balmonts bekendste werken is zijn vrije Russische vertaling van Edgar Allan Poe's gedicht The Bells, de basis van Rachmaninovs koorsymfonie Kolokola, op. 35. Behalve Poe vertaalde Balmont ook Shelley, Ibsen, Calderón en Walt Whitman.
- Bibsys: 90354595
- Biblioteca Nacional de España: XX989593
- Bibliothèque nationale de France: cb12163571g (data)
- CiNii: DA03588055
- Gemeinsame Normdatei: 11865215X
- International Standard Name Identifier: 0000 0001 0854 6364
- Library of Congress Control Number: n80109929
- Nationale Bibliotheek van Letland: 000039429
- MusicBrainz: f54e30a2-897d-47e2-b0f1-b4baa7c8240f
- Bibliotheek van het Japanse parlement: 00655929
- Nationale Bibliotheek van Tsjechië: jo20010092661
- Nationale bibliotheek van Australië: 36552285
- Nationale Bibliotheek van Israël: 987007258124305171
- Nationale Bibliotheek van Polen: a0000001191778
- Nationale en Universitaire bibliotheek Zagreb: 000033371
- Nederlandse Thesaurus van Auteursnamen: 069902887
- Réseau des bibliothèques de Suisse occidentale: 02-A021752181
- Russische Staatsbibliotheek: 000080866
- Istituto Centrale per il Catalogo Unico: MILV019931
- LIBRIS: 286853
- SNAC: w6kw5thm
- Système universitaire de documentation: 064815862
- Trove: 1288150
- Virtual International Authority File: 2511539
- WorldCat: E39PBJtxmRM69wPvtfrQJRyDbd